# ガードルード・デメイン・ハモンド
ガードルード・デメイン・ハモンド（Gertrude Demain Hammond、Mrs. McMurdieとも、1862年 - 1952年7月21日)は、イギリスの画家、イラストレーターである。子供向けの出版された書籍などの挿絵を描いたことで知られている。

## 略歴
ロンドンのブリクストンで銀行員の娘に生まれた。姉のクリス・ハモンド（Chris Hammond:1860–1900）もイラストレーターになり、弟のパーシー・エドワード・ハモンド（Percy Edward Demain Hammond: 1865–1946）はステンドグラス作家になった。
ロンドンの美術学校（Lambeth School of Art）で学んだ後、ロイヤル・アカデミー・オブ・アーツの美術学校で学んだ 。1898年にヘンリー・マクマーディ（Henry McMurdie）と結婚したが、結婚前の姓で芸術活動を続けた。ロンドン西部のハマースミスに住み、工房を開いた。
ロンドンの雑誌「イエロー・ブック」などの雑誌や子供向けに出版されたシェークスピアやチャールズ・ディケンズ、エドマンド・スペンサーの文学作品の挿絵を当時の多くのイラストレーターと同じようにラファエル前派の画家たちから影響を受けたスタイルで描いた 。王立水彩画家協会（Royal Institute of Painters in Water Colours）の展覧会にもしばしば出展した。
1892年に姉のクリスとともに雑誌「Idler」のイラストレーターとして働いたが、小説家のジェローム・K・ジェロームが編集するようになると「Idler」は女性美術家への仕事の依頼がされなくなった。
ガートルード・ハモンドがイラストを描いた書籍には子供向けに編集されたシェイクスピア物語などがある。1905年にイギリスで出版されたウォルター・ショー・スパローの「Women Painters of the World」にガートルード・ハモンドの作品「Memories」が収録された。

## 作品

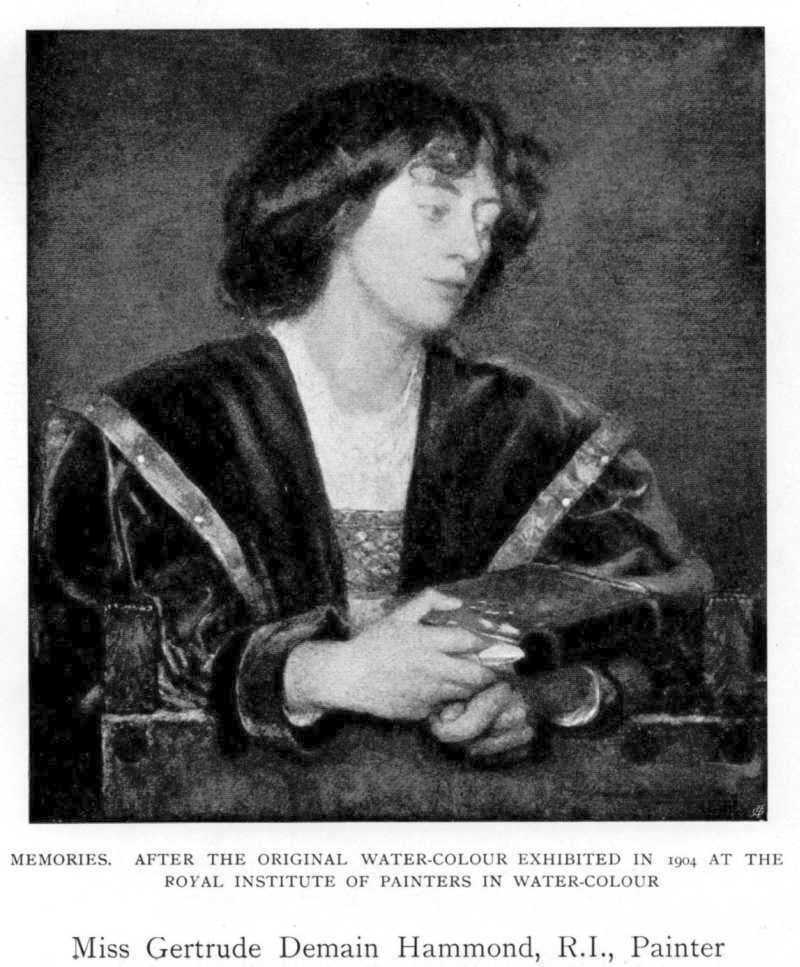
1905年のスパローの著書に掲載された「Memories」
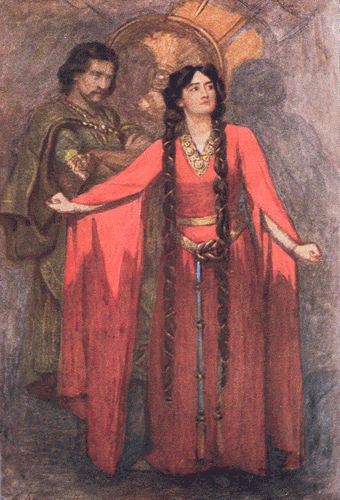
マクベス夫人
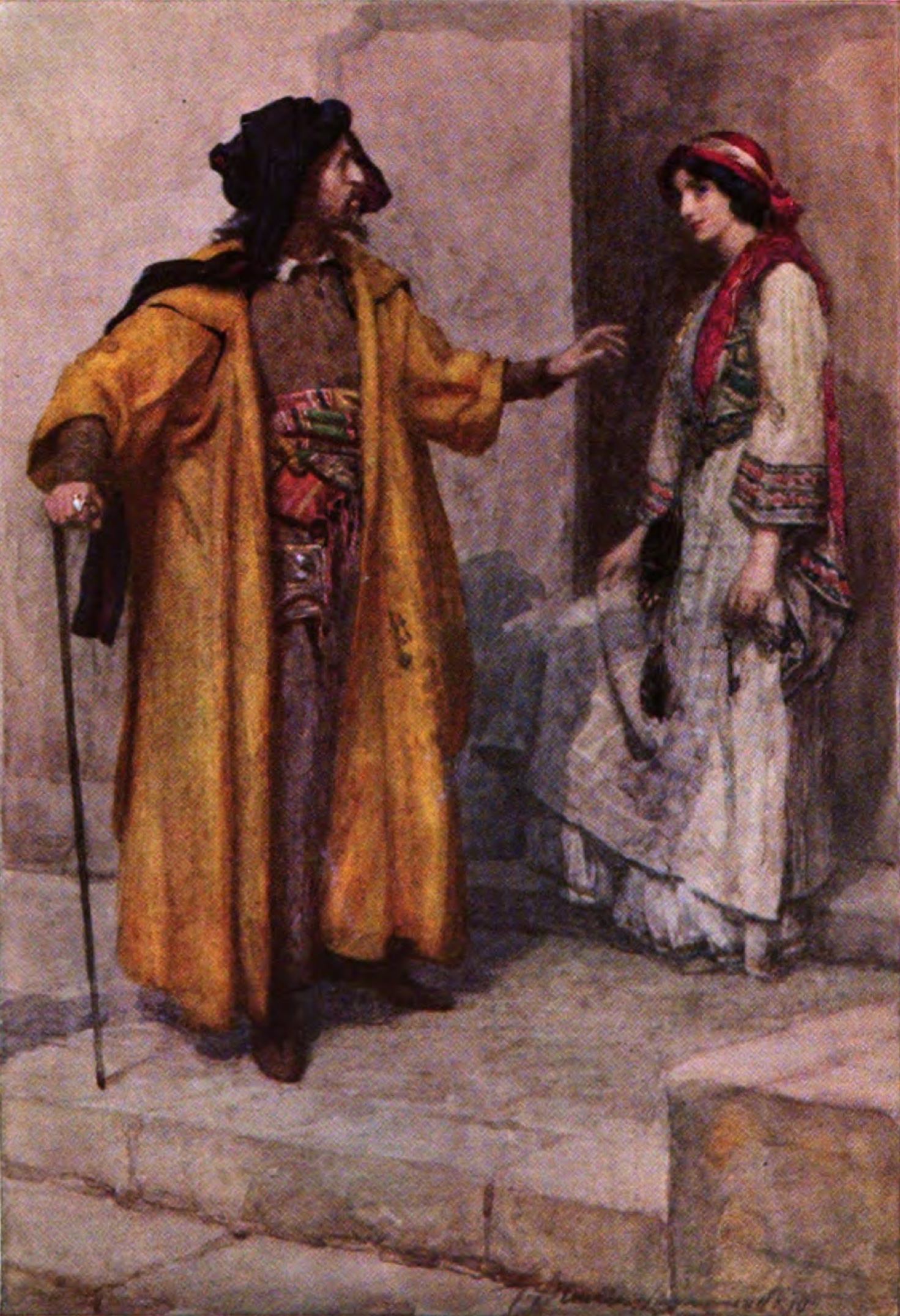
ヴェニスの商人のジェシカ
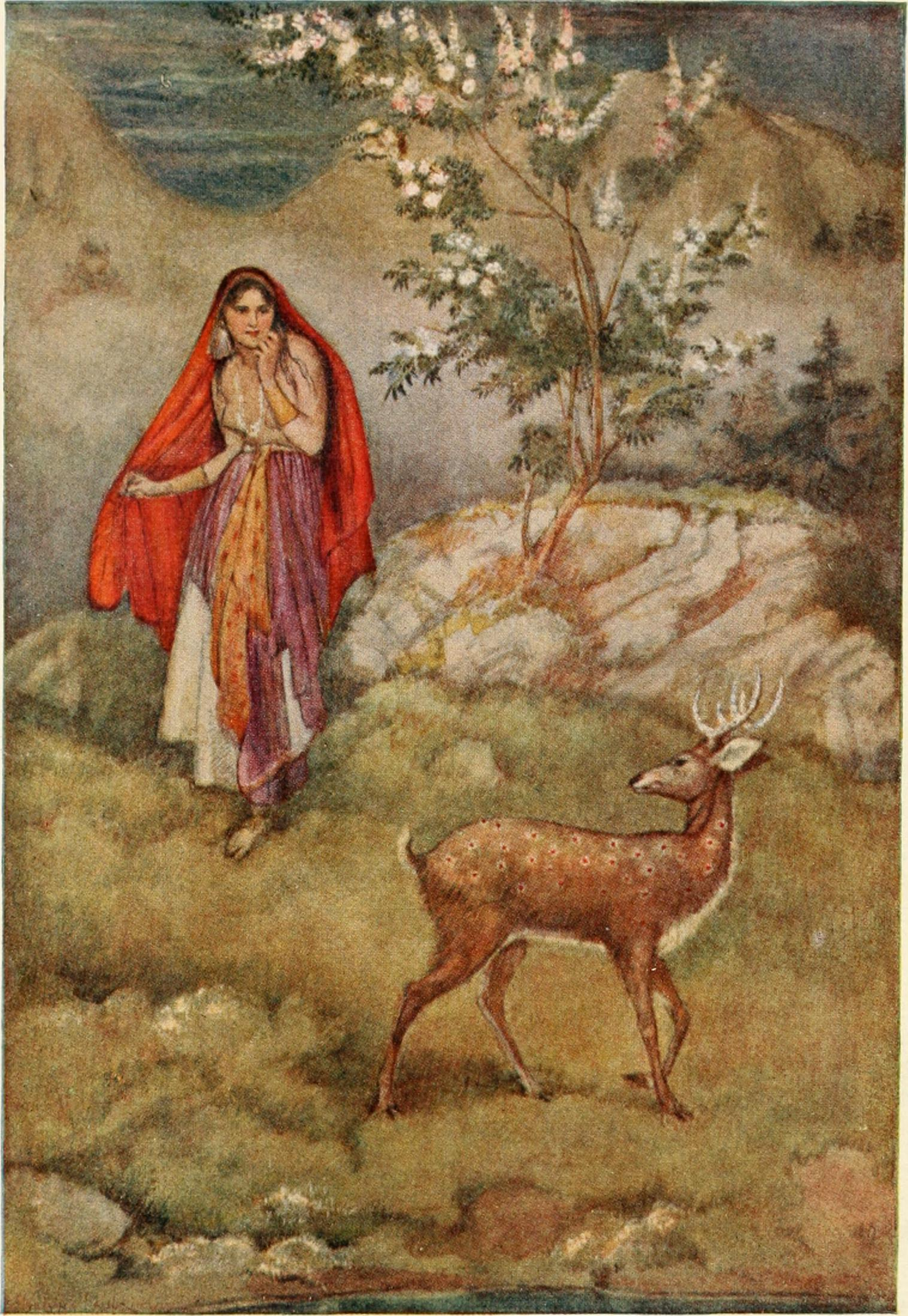
インド神話に関する書籍の挿絵